# Yaimar Medina
Pour les articles homonymes, voir Medina.
Yaimar Medina, né le 5 novembre 2004 à Eloy Alfaro en Équateur, est un footballeur international équatorien. Il joue au poste d'arrière gauche au KRC Genk.

## Biographie

### En club
Né à Eloy Alfaro en Équateur, Yaimar Medina est formé par l'Independiente del Valle. Il joue son premier match en professionnel le 31 juillet 2022, lors d'une rencontre de championnat face au Barcelona SC. Il entre en jeu à la place d'Alan Minda et les deux équipes se neutralisent (1-1 score final).
Medina s'impose lors de l'année 2024 à l'Independiente del Valle comme un joueur régulier et fait forte impression, au point d'attirer plusieurs clubs européens durant l'été 2024, comme le KRC Genk qui fait une offre pour le joueur, mais repoussée par le club.

### En sélection
En janvier 2024 Medina est retenu avec l'équipe d'Équateur des moins de 23 ans pour participer au tournoi pré-olympique de 2024. Il se fait remarquer dès le premier match contre la Colombie le 20 janvier 2024 en marquant deux buts, permettant à son équipe de s'imposer par trois buts à zéro. Il est de nouveau buteur lors du match suivant, le 23 janvier contre le Venezuela, en égalisant sur coup franc direct (1-1 score final).
En septembre 2024, Yaimar Medina est convoqué pour la première fois avec l'équipe nationale d'Équateur par le sélectionneur Sebastián Beccacece. Il honore sa première sélection lors de ce rassemblement, le 6 septembre 2024, contre le Brésil. Entré en jeu à la place de Pervis Estupiñán, il voit son équipe s'incliner par un but à zéro,.